# 비프 웰링턴

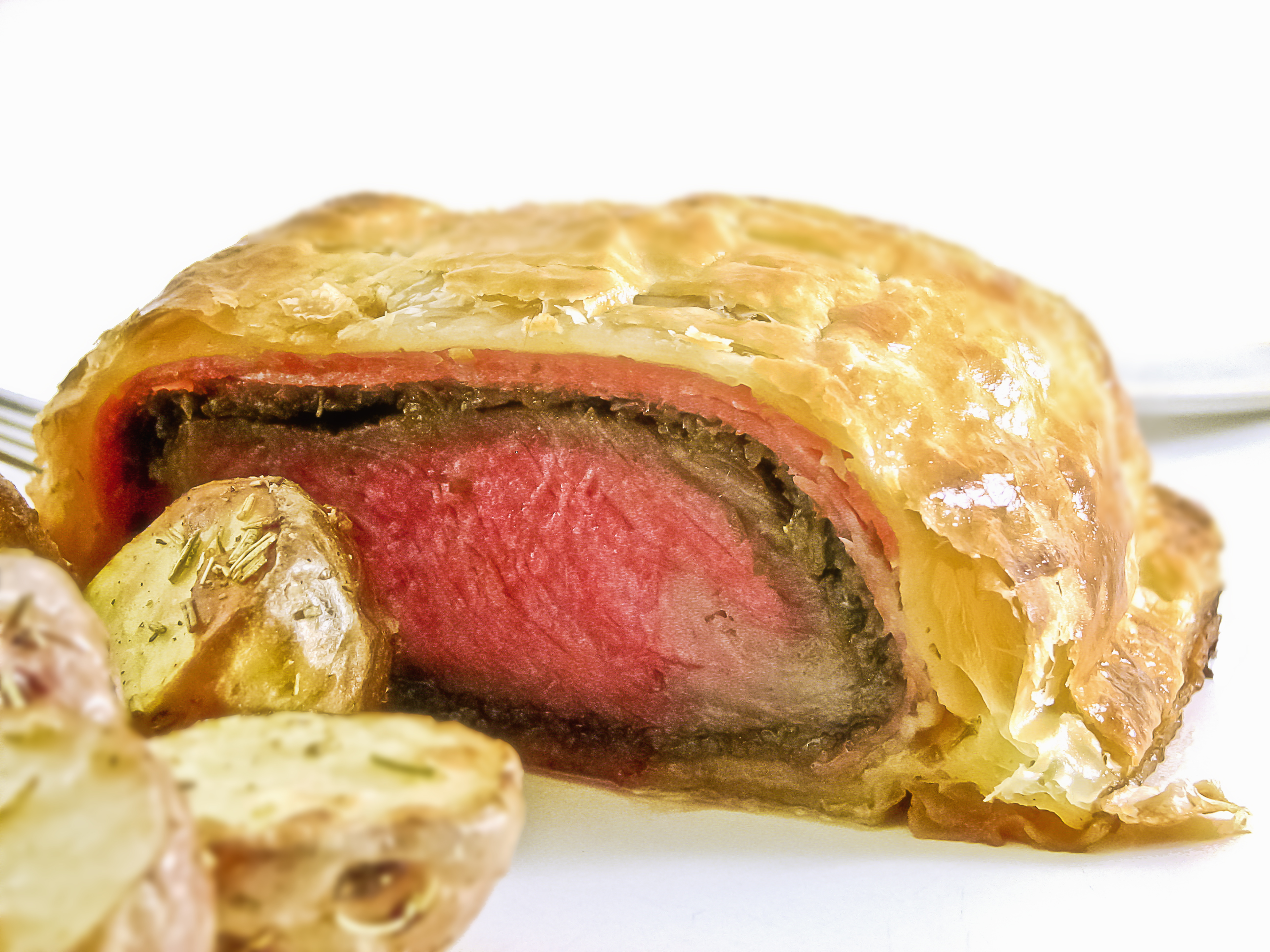
비프 웰링턴의 단면

비프 웰링턴(Beef Wellington)은 쇠고기를 듁셀과 햄, 파이로 싸서 오븐에 구운 영국 요리이다.

## 이름
이름의 기원은 불명확하지만, 제1대 웰링턴 공작 아서 웰즐리랑 관련이 없다.

## 특징
비프 웰링턴이 유명해진 이후 재료를 치환한 연어 웰링턴 등의 요리도 생겨났으나 기본적인 비프 웰링턴은 레어로 구운 두꺼운 쇠고기 스테이크에 씨겨자를 바른 후 베이컨이나 얇게 썬 생햄으로 싸고 그 위에 양송이를 갈아 기름에 볶은 뒥셀을 감은 뒤 파이 시트지로 감싸 오븐에 구운 요리이다.